# Taghzout (Bouira)
Taghzout (în arabă تاغزوت) este o comună din provincia Bouira, Algeria.
Populația comunei este de 13.203 locuitori (2008).